# Wilfred Gregory Moras
Wilfred Gregory Moras (ur. 13 lutego 1969 w Neerude) – indyjski duchowny katolicki, biskup koadiutor, a następnie biskup diecezjalny Jhansi od 2024.

## Życiorys

### Prezbiterat
Święcenia kapłańskie otrzymał 27 kwietnia 1997 i został inkardynowany do diecezji Lucknow. Był m.in. sekretarzem biskupim, dyrektorem szkół w Nigohan i Barabanki, kierownikiem ośrodka duszpasterskiego w Waranasi oraz rektorem regionalnego seminarium duchownego w Allahabadzie.

### Episkopat
11 maja 2024 papież Franciszek mianował go biskupem koadiutorem diecezji Jhansi. Sakry udzielił mu 6 sierpnia 2024 arcybiskup Raphy Manjaly. Rządy w diecezji objął 28 grudnia 2024, po przejściu na emeryturę poprzednika. 